# シティグループ・キャピタル・パートナーズ
シティグループ・キャピタル・パートナーズ合同会社（英称：Citigroup Capital Partners Japan Ltd.）は、かつて存在したシティグループ・ジャパン・ホールディングス傘下の自己資金による投資業務（マーチャントバンキング）を行う会社。旧商号は、日興プリンシパル・インベストメンツ株式会社。

## 概説
プライベートエクイティ投資によりマネジメント・バイ・アウト（MBO）の支援を行うほか、上場企業やベンチャー企業への投資も行う。
銀行持ち株会社の日興シティHD傘下に入ることにより、投資子会社として日米銀行法に規制され、自由な投資ができなくなるため去就が注目されていたところ、サブプライムローン問題によりシティの巨額損失が報じられ、益々去就に注目が集まったが、2016年10月11日付で閉鎖登記がなされ、解散した。

## 沿革
- 1998年12月 - 兄弟会社であるイギリス法人の日興プリンシパル・インベストメンツ・リミテッドを設立。
- 2000年3月 - 日興證券から投資業務を分離する形で、日本法人の日興プリンシパル・インベストメンツ株式会社を設立。
- 2006年12月 - 同社に関連する日興コーディアルグループの粉飾決算が発覚。
- 2007年
  - 5月9日 - シティグループが親会社の日興コーディアルグループの株式61.08%を取得したため、シティグループの傘下企業となる。
  - 年8月 - 株式譲渡により、親会社の株式会社日興コーディアルグループとともに、シティグループ・ジャパン・ホールディングス有限会社の子会社となる。
- 2008年
  - 1月29日 - 三角合併方式の株式交換により、親会社の株式会社日興コーディアルグループとともに、シティグループ・ジャパン・ホールディングス株式会社の完全子会社となる。
  - 5月1日 - 株式会社日興コーディアルグループがシティグループ・ジャパン・ホールディングス株式会社（日興シティホールディングス株式会社に商号変更）に吸収合併されたことで、同社の直接の子会社となる。
- 2009年10月31日 - シティグループ・キャピタル・パートナーズ株式会社に商号変更。
- 2016年10月11日 - 閉鎖登記がなされた。

## 主な投資実績
- 株式会社スタイリングライフ・ホールディングス - ソニーのリテール事業の独立支援（2006年6月～）
- 株式会社西武ホールディングス - 西武鉄道グループの再生支援（2006年1月～）
- 株式会社ベルシステム24 - MBOによる非上場化（2004年8月～）
- タワーレコード株式会社 - MBOによるアメリカ本社MTS社（倒産）からの独立（2002年10月～）
- ジェネシステクノロジー株式会社 - LBOによるMBO（2003年10月～）

## 脚註
1. ↑  シティグループ・キャピタル・パートナーズ合同会社の情報国税庁 法人番号公表サイト 2016年10月14日